# Roberto Clemente
Roberto Enrique Clemente Walker (Carolina, 18 de agosto de 1934-Carolina, 31 de diciembre de 1972) fue un jugador profesional de béisbol puertorriqueño. Jugaba en la posición de jardinero derecho y desarrolló toda su carrera en los Pittsburgh Pirates de las Grandes Ligas de Béisbol (MLB). Apodado El Grande, le tocó vivir la discriminación racial en la sociedad y en el béisbol estadounidense por ser un puertorriqueño negro y por hablar el inglés con un acento y poca fluidez.
Ganó dos Series Mundiales con los Pirates y está considerado uno de los mejores jardineros derechos de la historia, opinión que se consolida con los doce Guantes de Oro de los que se hizo acreedor en su carrera. También fue un notable bateador que obtuvo cuatro títulos individuales y que llegó además a la cifra de 3000 hits. Clemente fue quizá el jugador más dominante de la década de los años 1960 en la gran carpa, a pesar de ser elegido solamente una vez como Jugador Más Valioso de la Liga Nacional, en el año 1966. 
Aparte de su desempeño sobre el campo, Clemente destacó por su labor en la defensa de la imagen de los jugadores latinoamericanos y la educación deportiva de la juventud de su país. En su nombre se otorga el Premio Roberto Clemente como reconocimiento al jugador que muestra un servicio destacado a la comunidad, así como su excelencia en el terreno de juego.
Falleció el 31 de diciembre de 1972 en un accidente de avión en el que llevaba un cargamento de ayuda humanitaria para los damnificados del terremoto de Managua de 1972. Unos meses después fue elegido póstumamente para entrar en el Salón de la Fama del Béisbol.
En 2022 fue declarado Héroe Nacional por la Asamblea Nacional de Nicaragua, entre muchos otros homenajes.

## Biografía
Roberto Clemente nació en el barrio de San Antón en la ciudad de Carolina, Puerto Rico. Sus padres eran Melchor Clemente, que trabajaba en una plantación de caña de azúcar, y Luisa Walker, que administraba una tienda y una venta de productos cárnicos. Roberto fue el menor de los cuatro hermanos. 
En su juventud practicó con éxito el atletismo, en las especialidades de jabalina y distancias cortas, pero fue el béisbol el que más llamó su atención. Al dejar la secundaria jugó para los Cangrejeros de Santurce de la liga invernal de Puerto Rico, y fue durante ese tiempo que llamó la atención de los cazatalentos. Ya en 1954 Clemente firmó para las canteras de los Brooklyn Dodgers por un bono de 10 000 US$. Sin embargo, debido a una regla de esa época que estipulaba que cualquier jugador con un bono de 4000 dólares o más debía pertenecer al roster de un equipo de las Grandes ligas, y dado que Clemente no lo estaba, fue puesto a elección de otro equipo, y de esta manera los Pittsburgh Pirates le adquirieron el 22 de noviembre de ese año por una modesta suma de 4000 US$.

## Años en las mayores

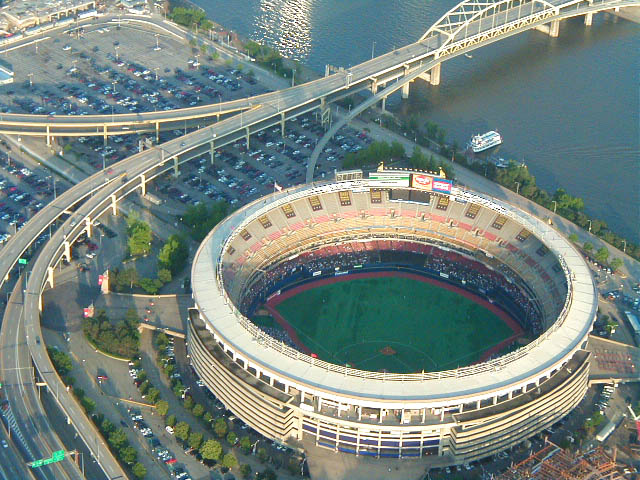
El Three Rivers Stadium, sede de los Pirates hasta 2001.

Pittsburgh Pirates era un equipo mediocre que había terminado con un saldo de no menos de 100 derrotas en las últimas tres temporadas antes del debut de Clemente. El puertorriqueño, en sus primeros 5 años (1955-1959), tuvo una participación ofensiva sólida, aunque solamente en una alcanzó un promedio de bateo arriba de .300 (1956). En la temporada de 1960 su equipo consiguió llevarse la Serie Mundial al enfrentarse a los New York Yankees, a los cuales derrotaron en siete juegos. Clemente tuvo una destacada participación al conseguir un promedio de bateo de .310. Desde ese año, en temporada completa, tal promedio nunca lo bajaría de .300, a excepción de una, la de 1968.
Probablemente Roberto fue el jugador más dominante de las Grandes Ligas en la década de los años 1960. Pero, a pesar de su destacada actuación en su primera Serie Mundial, fue seleccionado apenas como octavo en la lista para el Jugador Más Valioso de ese año. Quizá por sentirse ignorado, no llevó consigo el anillo de campeón en 1961, y sí lo hizo en cambio con el anillo del Juego de las Estrellas. Esa temporada logró el primero de cuatro títulos individuales de bateo.
Paso los años, Clemente demostró ser un pelotero completo en diferentes aspectos del juego. Con su peculiar manera de tomar el bate (estirando su espalda, moviendo su cuello, colocándose al fondo de la caja de bateo), logró al menos 200 hits en cuatro temporadas. En 1967 alcanzó su mejor promedio al bate con .357, y el último año de su carrera (1972) llegó justo el último día de la temporada a los tres mil hits, haciéndole parte del selecto grupo de bateadores que han conseguido esta marca. Además, hasta esa fecha, solo diez jugadores lo habían logrado. Probablemente fue la defensiva su faceta más recordada: cubriendo el jardín derecho hizo espectaculares atrapadas, ya sea saltando o tirándose al engramillado; a estas cualidades se agregaba un poderoso brazo con el que hizo espectaculares asistencias. En suma, su desempeño le ha valido ser considerado, en no pocas ocasiones, como el mejor en su posición en la historia de la liga.
A pesar de estas características, Clemente no recibía la atención debida de parte de los medios de comunicación. No fue hasta 1971 que esto cambiaría, pues junto a su equipo llegó nuevamente a la Serie Mundial, la cual disputaron frente a los Baltimore Orioles. En esa oportunidad, logró un notable promedio a la ofensiva de .414, incluido un cuadrangular en el séptimo juego. Su desempeño a la defensiva fue inmejorable atrapando y tirando bolas ante cualquier oportunidad. Por su actuación fue elegido el Jugador Más valioso de ese clásico de otoño.

## Clemente fuera del béisbol
Tanto como sus proezas en el terreno, el lado humano de Clemente fue notable. Sobrellevó la discriminación en una sociedad segregada, ya que al comienzo de su carrera tuvo que comer en restaurantes, viajar en buses, y hospedarse en hoteles para gente del color de su piel. El hecho de provenir de un país latinoamericano le dio pocas posibilidades de resaltar en la prensa deportiva; la defensa de su reputación, además, le trajo no pocas discusiones con los mánagers y periodistas. Todo a pesar de ser un pelotero del cual muchos pensaban que jugaba a un “nivel cercano a la perfección”. Esto se ejemplifica en el hecho que solo ganó una vez el reconocimiento de Jugador más valioso de una temporada (1966) y que en una elección para escoger al mejor jugador de la década de los años 1960, fue preferido el lanzador Sandy Koufax; mientras, Clemente, apenas recibió unos cuantos votos.
En algunas ocasiones, el puertorriqueño fue objeto de burla por su fuerte acento en español mientras hablaba inglés. Como muestra de la complacencia de su origen, rehusó ser llamado Bob pues prefería ser llamado Roberto. De hecho, fue un defensor de la igualdad para el trato de los jugadores latinoamericanos, según sus palabras: 

Mi gran satisfacción proviene de ayudar a borrar opiniones gastadas acerca de los latinoamericanos y los afroamericanos.

Durante los descansos de postemporada, Roberto daba clínicas de enseñanza para la práctica del béisbol a la juventud.

## Muerte
El 23 de diciembre de 1972 la ciudad de Managua, capital de Nicaragua, fue sacudida por un terremoto. La devastación motivó a Clemente a llevar un cargamento de ayuda a los afectados. Decidió ir personalmente pues a través de noticias se daba a conocer que los militares del país administraban deficientemente los envíos internacionales.
Según un testimonio, su esposa, Vera Zavala, le previno de no viajar al decirle: "No vayas Roberto", este por el contrario respondió: "Si vas a morir, morirás". En la noche del 31 de diciembre, la nave (un DC-7) despegó de San Juan, Puerto Rico, pero a los pocos metros de dejar la isla cayó aparatosamente en el mar a las 9:23 p. m. matando a todos los ocupantes. El cuerpo del beisbolista nunca fue recuperado. La causa del siniestro parece haber sido la sobrecarga del aparato.
Desde el momento que se supo la noticia, el luto embargó a la afición del béisbol y al público en general. Su admisión al Salón de la Fama de este deporte fue realizada de manera expedita con la anuencia del Comisionado de la liga en ese entonces, Bowie Kuhn. Por regla general, se han establecido cinco años desde la retirada o muerte de un jugador para iniciar el proceso. El otro caso al que se aplicó esta excepción fue Lou Gehrig. Clemente se convirtió así en el primer latinoamericano en formar parte de este distinguido salón.
El 8 de agosto de 1973 fue admitido con el 92.63 % de los votos. Solo Ty Cobb, Babe Ruth, Honus Wagner, Bob Feller, Ted Williams y Stan Musial habían tenido un porcentaje más alto al ser ingresados hasta ese tiempo; quienes votaron en contra no lo hicieron por el pelotero sino debido al hecho del desconocimiento del periodo regular de cinco años. Después de unas sentidas palabras del Comisionado, su esposa también agregó como parte de su respectivo discurso: 

Este es un último triunfo, si él estuviera aquí, lo dedicaría a la gente de Puerto Rico, a la gente de Pittsburgh, y a todos sus fanáticos en los Estados Unidos. Gracias.

El día de la ceremonia de su admisión, fue instaurado el "Premio Roberto Clemente" a otorgarse a aquellos que realizan labores destacadas en el deporte y la comunidad. En Puerto Rico fue nombrado atleta del siglo, y, desde el 2002, las Grandes Ligas instituyeron cada 15 de septiembre como el "Día de Roberto Clemente".
La calidad humana de este beisbolista se advierte en estas palabras: 

Cuando tienes la oportunidad de mejorar cualquier situación, y no lo haces, estás malgastando tu tiempo en la Tierra.

Vera Zavala, viuda de Clemente, falleció el 16 de noviembre de 2019 a la edad de 78 años en el hospital Auxilio Mutuo en San Juan, Puerto Rico.

## Miscelánea

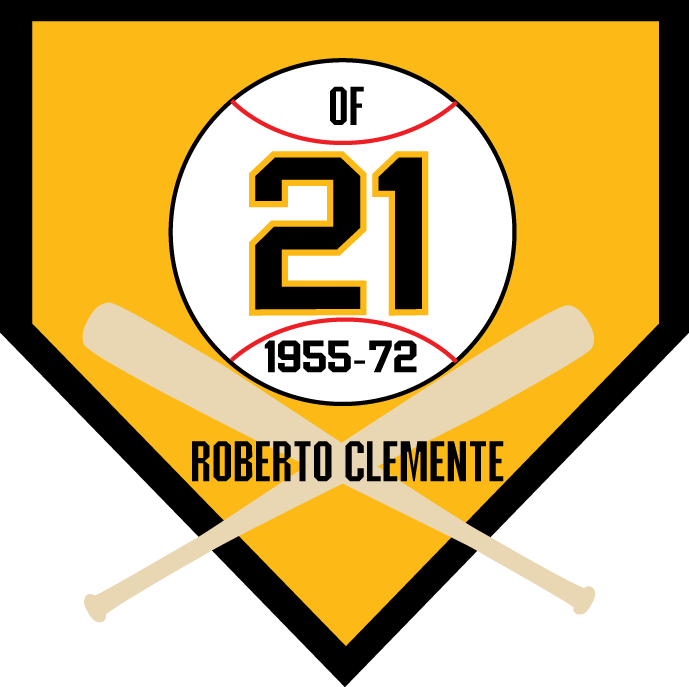

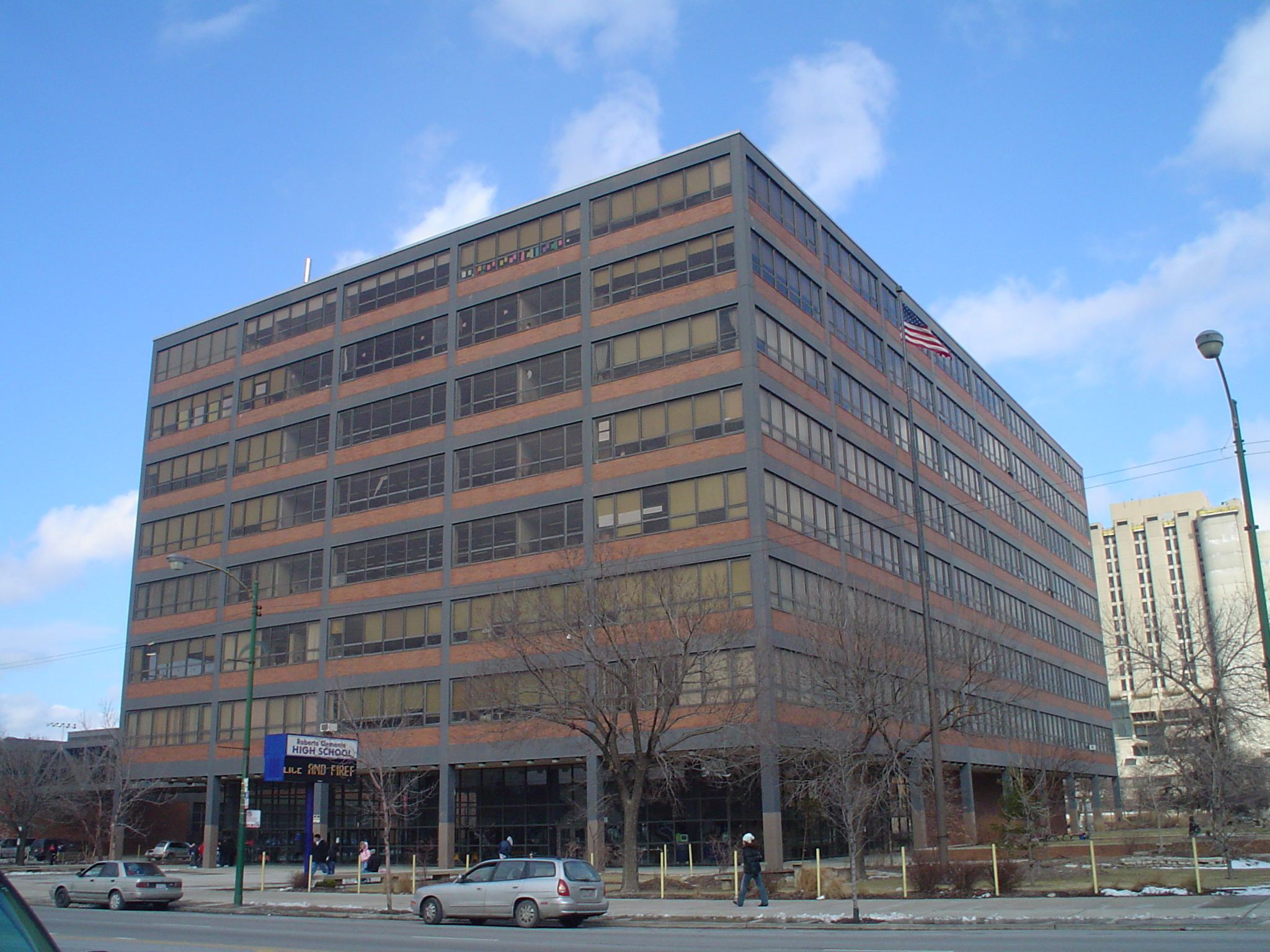
Academia Comunitaria Roberto Clemente, una escuela preparatoria (high school) en Chicago, Illinois

- Sobrenombres: «El Grande», «Arriba», «El Cometa de Carolina».
- En Nicaragua, en un juego contra un equipo local en 1964 representando a una novena de su país, le fueron lanzadas iguanas desde el público para impedirle llegar a una bola hacia su zona.[8]
- En Nicaragua su nombre está asociado a su gesto humanitario y de solidaridad para llevarle ayuda de primera necesidad al pueblo y el estadio de la ciudad de Masaya fue nombrado en su honor. Todos los años en la fecha de su deceso los medios de comunicación de todos los ámbitos (TV, radio y periódicos) publican reseñas sobre su vida y carrera deportiva tan admirada.
- El 10 de mayo de 2013 el gobierno de Nicaragua inauguró un estadio infantil el cual lleva su nombre, está situado en el parque Luis Alfonso Velásquez Flores, en el antiguo centro de Managua, ciudad a la cual se dirigía con ayuda humanitaria y que terminó en la tragedia que acabó con su vida.
- Su placa del Salón de la Fama portó erróneamente su nombre por 27 años, pues se leía: "Roberto Walker Clemente". Fue hasta el 2000 que esto fue corregido.[10]
- En 1993 fue creada la “Fundación Roberto Clemente” por su hijo Roberto Jr. en Pittsburgh para la capacitación en el deporte a la juventud.[12]
- Promedio de bateo en juegos de Series mundiales: .362.[7] Además, en catorce juegos del clásico de otoño no cometió error a la defensiva,[7] y bateó al menos un hit en todos los juegos de serie mundial en los que participó (14).[13]
- Números finales a la ofensiva en 2433 juegos: promedio bateo: .317; Carreras impulsadas: 1305; Homeruns: 240.[6]
- En 1969 perdió el título de bateo de la Liga Nacional contra Pete Rose en el último día de la temporada. Clemente terminó con .345 y Rose con .348.[14]
- En 1973 se fundó una ciudad deportiva en Puerto Rico para los chicos en desventaja social para adentrarlos en la práctica del deporte y alejarlos de las drogas, un deseo que Clemente tuvo en vida.[15]
- De manera póstuma se le otorgó la Presidential Medal of Freedom en 2003.[4]
- Un puente en las cercanías de Pittsburgh lleva su nombre desde 1999.[4]
- En 1973 el número de su camisola (21) fue retirado del equipo de los Pirates.[16]
- El 1 de septiembre de 1971 formó parte de la primera alineación compuesta en su totalidad de jugadores de raza negra en la historia de las Grandes Ligas.[16]
- En 1973 se le otorgó el nombre de Roberto Clemente al primer coliseo de la ciudad capital de San Juan, Puerto Rico.
- Academia Comunitaria Roberto Clemente, una escuela preparatoria (high school) en Chicago, Illinois, se abrió en 1974.[17]
- En 1984 la Oficina Postal en Washington emitió un sello postal honrando su memoria.
- En 1998 la industria discográfica edita un musical basado en su vida. Dicha grabación, producida por Larry Harlow, fue escogida como una de las más sobresalientes del año por la Fundación Nacional para la Cultura Popular.
- Clemente era un católico devoto.[18]Desde su muerte se han presentado distintos pedidos a la Arquidiócesis de San Juan para que inicie su proceso de canonización. El movimiento ha sido apoyado por laicos y miembros de la iglesia.[19][20][21]